# Kombinierte-Pyramide-Weltmeisterschaft
Die Kombinierte-Pyramide-Weltmeisterschaft ist ein Billardturnier in der Kombinierten Pyramide, einer Disziplin des Russischen Billards. Das Turnier wird von der International Pyramid Confederation veranstaltet, es fand 2007 erstmals statt.
Erfolgreichster Spieler ist zweimalige Weltmeister Iossif Abramow (2017, 2019) aus Russland. Sein Landsmann Nikita Liwada gewann die WM 2011 im Alter von 15 Jahren und knapp 9 Monaten und hält damit den Rekord als jüngster Weltmeister im Russischen Billard.

## Die Turniere im Überblick

### Herren
| Jahr | Austragungsort  | Weltmeister          | Ergebnis | Finalist            | Halbfinalisten 1     |
| ---- | --------------- | -------------------- | -------- | ------------------- | -------------------- |
| 2007 | Almaty          | Oleksandr Palamar    | 7:6      | Kanybek Sagynbajew  | Ihar Kupawa          |
| 2007 | Almaty          | Oleksandr Palamar    | 7:6      | Kanybek Sagynbajew  | Daniil Boguschewski  |
| 2008 | Almaty          | Älichan Qaranejew    | 6:0      | Jaroslaw Wynokur    | Emil Mudarissow      |
| 2008 | Almaty          | Älichan Qaranejew    | 6:0      | Jaroslaw Wynokur    | Pawel Mechowow       |
| 2009 | Almaty          | Äujes Jeljubajew     | 6:5      | Älichan Qaranejew   | Oleksandr Palamar    |
| 2009 | Almaty          | Äujes Jeljubajew     | 6:5      | Älichan Qaranejew   | Daniil Boguschewski  |
| 2010 | Almaty          | Jernar Tschimbajew   | 6:2      | Kanybek Sagynbajew  | Ikram Achmetow       |
| 2010 | Almaty          | Jernar Tschimbajew   | 6:2      | Kanybek Sagynbajew  | Jaroslaw Tarnowezkyj |
| 2011 | Almaty          | Nikita Liwada        | 6:3      | Oleksandr Palamar   | Qanybek Saghyndyqow  |
| 2011 | Almaty          | Nikita Liwada        | 6:3      | Oleksandr Palamar   | Jaroslaw Tarnowezkyj |
| 2012 | Bischkek        | Alexander Tschepikow | 7:4      | Juri Paschtschinski | Kanat Sydykow        |
| 2012 | Bischkek        | Alexander Tschepikow | 7:4      | Juri Paschtschinski | Nikita Liwada        |
| 2013 | Kemerowo        | Jaroslaw Tarnowezkyj | 6:3      | Wiktor Loktew       | Oleksandr Palamar    |
| 2013 | Kemerowo        | Jaroslaw Tarnowezkyj | 6:3      | Wiktor Loktew       | Nikita Liwada        |
| 2014 | Tscholponata    | Jewhen Nowossad      | 6:3      | Nikita Liwada       | Aleksandr Sidorov    |
| 2014 | Tscholponata    | Jewhen Nowossad      | 6:3      | Nikita Liwada       | Jaroslaw Tarnowezkyj |
| 2015 | Almaty          | Älibek Omarow        | 5:1      | Jauhen Kurta        | Nikita Liwada        |
| 2015 | Almaty          | Älibek Omarow        | 5:1      | Jauhen Kurta        | Wladislaw Osminin    |
| 2016 | Almaty          | Aleksandr Sidorov    | 6:2      | Arbi Muzijew        | Asis Madaminow       |
| 2016 | Almaty          | Aleksandr Sidorov    | 6:2      | Arbi Muzijew        | Jauhen Saltouski     |
| 2017 | Jugorsk         | Iossif Abramow       | 6:5      | Dastan Lepschakow   | Pawel Plotnikow      |
| 2017 | Jugorsk         | Iossif Abramow       | 6:5      | Dastan Lepschakow   | Dmytro Biloserow     |
| 2019 | Chanty-Mansijsk | Iossif Abramow       | 6:2      | Serghei Krîjanovski | Kanat Sydykow        |
| 2019 | Chanty-Mansijsk | Iossif Abramow       | 6:2      | Serghei Krîjanovski | Dastan Lepschakow    |

#### Rangliste
| Platz | Spieler              | Gold | Silber | Bronze |
| ----- | -------------------- | ---- | ------ | ------ |
| 1     | Iossif Abramow       | 2    | 0      | 0      |
| 2     | Nikita Liwada        | 1    | 1      | 3      |
| 3     | Oleksandr Palamar    | 1    | 1      | 2      |
| 4     | Älichan Qaranejew    | 1    | 1      | 0      |
| 5     | Jaroslaw Tarnowezkyj | 1    | 0      | 3      |
| 6     | Aleksandr Sidorov    | 1    | 0      | 1      |
| 7     | Äujes Jeljubajew     | 1    | 0      | 0      |
| 7     | Jewhen Nowossad      | 1    | 0      | 0      |
| 7     | Älibek Omarow        | 1    | 0      | 0      |
| 7     | Alexander Tschepikow | 1    | 0      | 0      |
| 7     | Jernar Tschimbajew   | 1    | 0      | 0      |

### Damen
| Jahr | Austragungsort  | Weltmeisterin    | Ergebnis | Finalistin           | Halbfinalistinnen 2       |
| ---- | --------------- | ---------------- | -------- | -------------------- | ------------------------- |
| 2016 | Almaty          | Olga Milowanowa  | 4:0      | Kristina Saltowskaja | Kazjaryna Perepetschajewa |
| 2016 | Almaty          | Olga Milowanowa  | 4:0      | Kristina Saltowskaja | Diana Mironowa            |
| 2017 | Jugorsk         | Diana Mironowa   | 4:0      | Olga Milowanowa      | Anna Kotljar              |
| 2017 | Jugorsk         | Diana Mironowa   | 4:0      | Olga Milowanowa      | Kazjaryna Perepetschajewa |
| 2019 | Chanty-Mansijsk | Darja Michailowa | 4:3      | Diana Mironowa       | Elina Nagula              |
| 2019 | Chanty-Mansijsk | Darja Michailowa | 4:3      | Diana Mironowa       | Marija Karpowa            |

#### Rangliste
| Platz | Spielerin        | Gold | Silber | Bronze |
| ----- | ---------------- | ---- | ------ | ------ |
| 1     | Diana Mironowa   | 1    | 1      | 1      |
| 2     | Olga Milowanowa  | 1    | 1      | 0      |
| 3     | Darja Michailowa | 1    | 0      | 0      |